# Tom Coronel

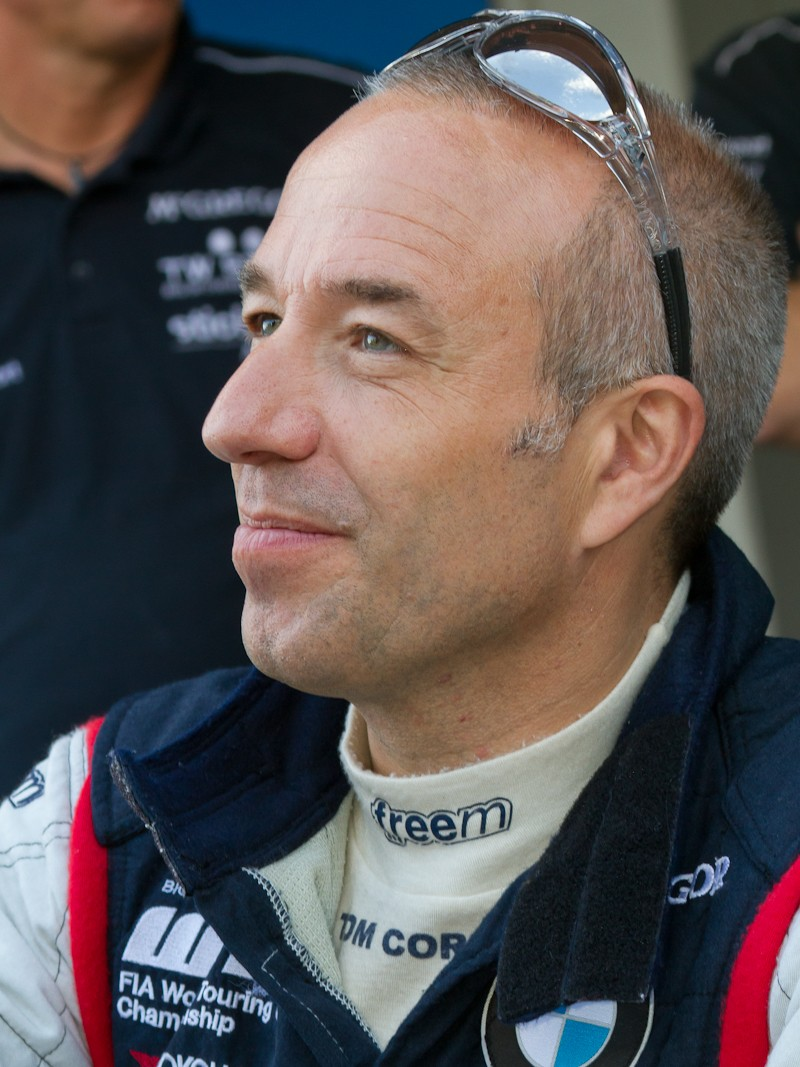
Tom Coronel 2011

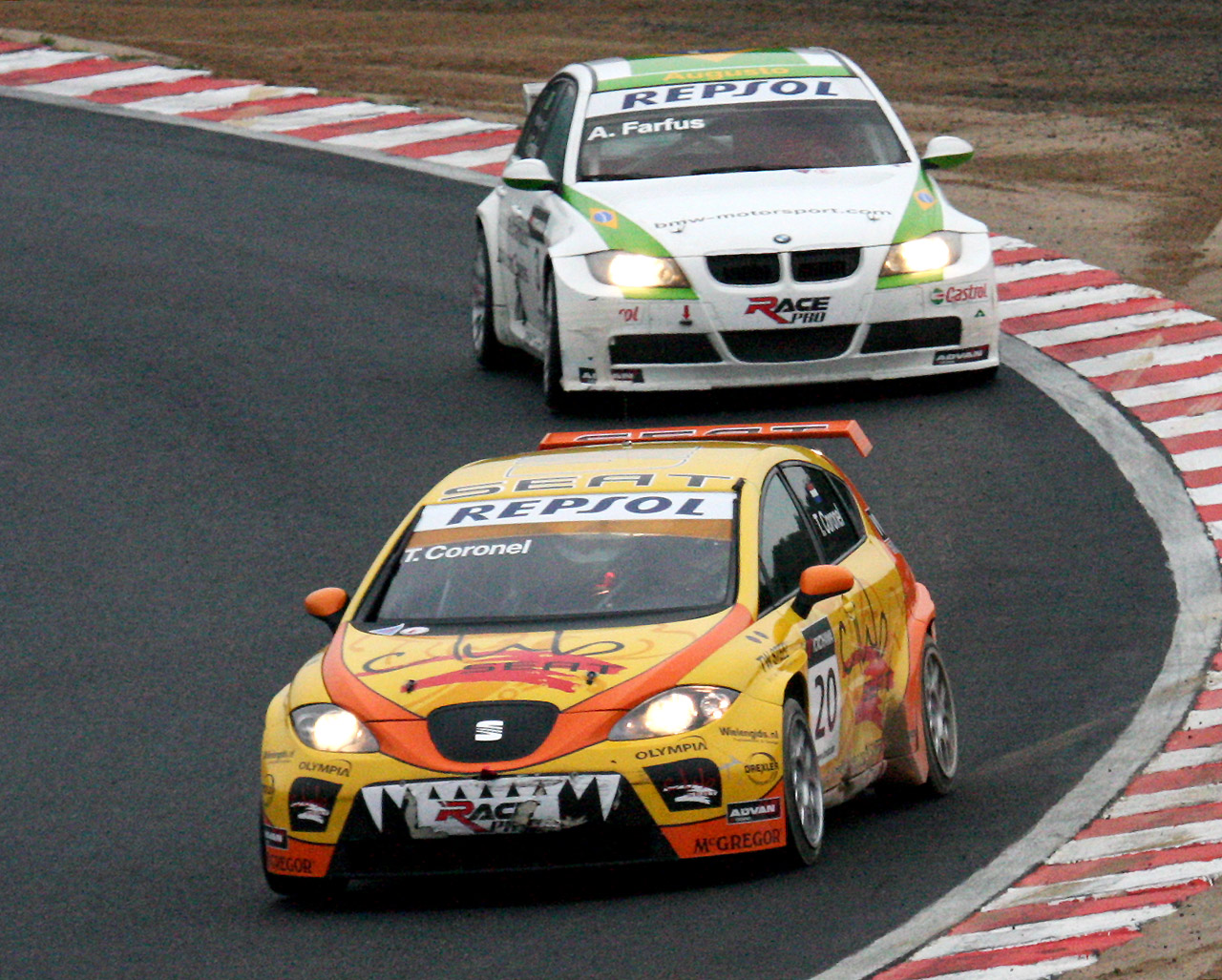
Coronel bei seinem Sieg in Okayama 2008

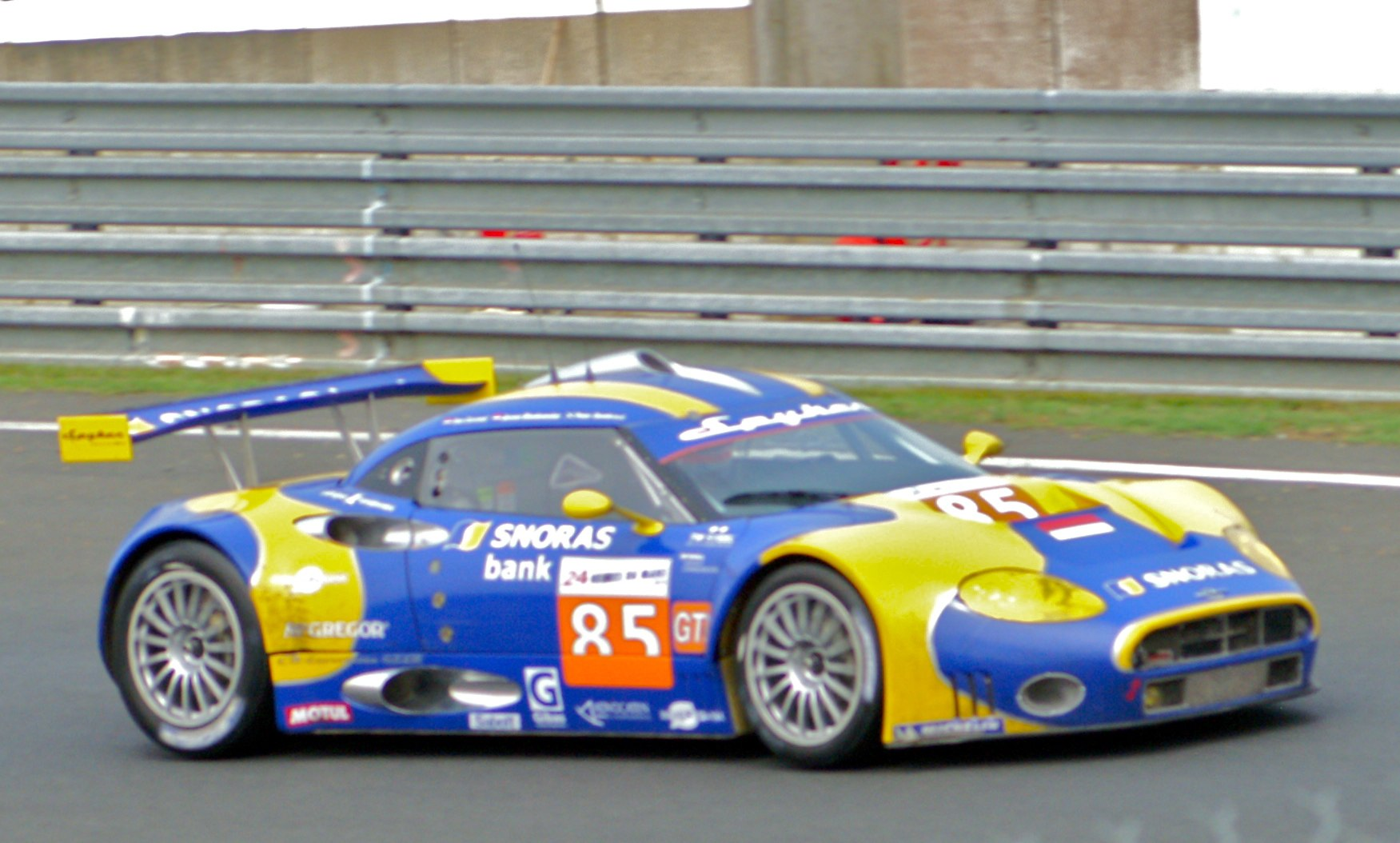
Der von Tom Coronel beim 24-Stunden-Rennen von Le Mans 2010 gefahrene Spyker C8 Laviolette GT2-R

Tom Romeo Coronel (* 5. April 1972 in Naarden) ist ein niederländischer Automobilrennfahrer.
Er stammt aus einer motorsportbegeisterten Familie. Sein Vater, Tom Coronel Senior, war auch Automobilrennfahrer, ebenso sein Zwillingsbruder Tim Alfa Coronel (die Kombination der zweiten Namen der Zwillinge ergibt Alfa Romeo). Seine größten Erfolge sind der Gewinn der Japanischen Formel-3-Meisterschaft 1997, des prestigereichen Einzelwettbewerbs Masters of Formula 3 (auch als Marlboro Masters bekannt) von Zandvoort im selben Jahr und der Formel-Nippon-Meisterschaft 1999.

## Karriere

### Anfänge
Coronel begann seine Automobilsport-Karriere 1990 im niederländischen Citroën AX Cup, nachdem er sich bei einer lokalen Rennschule als sehr begabt herausstellte. Nach seinem Debüt-Jahr konnte er bereits 1991 mit vier Siegen und 105 Punkten den Cup gewinnen. Außerdem gewann er im gleichen Jahr ein internationales Citroën AX in Barcelona. 1992 stieg er in die niederländische Tourenwagen-Meisterschaft auf, er fuhr einen BMW 320i. Er schaffte es auf Anhieb Meister zu werden, wodurch er seinen Teamkollegen und älteren Bruder Raymond Coronel besiegte. Außerdem nahm er im gleichen Jahr an der niederländischen Formel Ford Meisterschaft, als Fahrer des Teams Fresh, teil. Ende 1992 entschied er, sich zunächst auf Formelrennwagen zu fokussieren.
Er blieb auch 1993 mit dem Team Fresh in der Formel Ford und schaffte es, mit drei Rennsiegen Weltmeister zu werden. Des Weiteren fuhr er auch in der belgischen Meisterschaft, er erreichte dort im selben Jahr den zweiten Platz hinter dem Belgier Geoffroy Horion, der wiederum in der niederländischen Meisterschaft Zweiter hinter Coronel wurde. Auch an der deutschen Meisterschaft nahm er im selben Jahr teil, dort erreichte er einige Podiumsplatzierungen. Er beendete das Jahr mit einem neunten Platz beim Formel Ford Festival.
1994 debütierte Coronel für das niederländische Van Amersfoort Racing Team in der Euroserie der Formel Opel Lotus. Obwohl er mit acht ersten Startplätzen und zwei Siegen recht erfolgreich war, reichte es nicht, um Europameister zu werden. Den Titel sicherte sich stattdessen Marco Campos. Zusammen mit Donny Crevels sicherte er der Niederlande den Titel der besten Motorsportnation und wurde zum Niederländischen Fahrer des Jahres gewählt. Dies gab ihm die finanziellen Mittel, um im darauffolgenden Jahr in der deutschen Formel 3 fahren zu können. Er fuhr zusammen mit Ralf Schumacher im WTS Team, welches bereits Michael Schumacher und Jos Verstappen betreute. Als Auto kam ein Dallara-Chassis, welches von einem Opel-Motor angetrieben wurde zum Einsatz. Mit 74 Gesamtpunkten in sechzehn Rennen wurde er Siebter in der Gesamtwertung.

### Erfolge in Japan
1996 entschied sich Coronel für das Team TOM in der japanischen Formel 3 zu starten. Er gewann den Lauf in Sugo und belegte am Ende der Saison den dritten Meisterschaftsplatz. Im folgenden Jahr war er gegenüber seinen Konkurrenten deutlich überlegen und konnte sechs von sieben Läufen, an denen er teilnahm, für sich entscheiden. So wurde er 1997 japanischer Formel-3-Meister.
1998 stieg Coronel in höhere Klassen des Motorsports auf. Er blieb in Japan und nahm im Team von Satoru Nakajima sowohl an der Formel Nippon, als auch an der japanischen GT-Meisterschaft teil. Sein erstes Jahr in der Formel Nippon war lediglich ein Lernjahr. Daher gelangen ihm nur relativ schwache Ergebnisse. Wesentlich besser schlug er sich in der japanischen GT-Meisterschaft. Zusammen mit seinem Teamkollegen Kōji Yamanishi hatte Coronel auf einem Honda NSX auch im letzten Rennen noch Meisterschaftschancen. Allerdings fiel das Team bereits in der Einführungsrunde aus.
Coronel fuhr auch 1999 wieder in der Formel Nippon und in der japanischen GT-Meisterschaft. In der Formel Nippon war er ein starker Anwärter auf den Titel. Er holte auf dem Fuji Speedway seinen ersten Sieg in der Formel Nippon und setzte sich im Kampf um den Titel gegen seinen Rivalen Satoshi Motoyama durch. Dagegen fuhr Coronel in der japanischen GT-Meisterschaft ohne Chancen auf den Titel. Im gleichen Jahr gab er im Team Racing for Holland von Jan Lammers auch sein Debüt beim 24-Stunden-Rennen von Le Mans. Mit seinem Teamkollegen Peter Kox konnte er lange Zeit mit den Werksteams mithalten, musste aber nach 213 Runden aufgrund technischer Probleme das Rennen aufgeben.

### Formel-1-Testfahrt
Nach seinen Erfolgen in Japan erhielt Coronel einige Aufmerksamkeit und konzentrierte sich darauf, einen Platz in einem Formel-1-Rennwagen zu finden. Er bestritt eine Testfahrt für Arrows, allerdings wurden ihm letztendlich Jos Verstappen und Pedro de la Rosa vorgezogen. So kam es, dass er zu Beginn der Saison 2000 keinen Platz in einem Cockpit erhielt. Erst im weiteren Verlauf der Saison nahm er wieder an Rennen teil. Er startete erneut beim 24-Stunden-Rennen von Le Mans und nahm mit Mike Hezemans an einigen Läufen der FIA-GT-Meisterschaft teil.

### Rückkehr ins Renngeschehen
2001 wollte Coronel wieder eine volle Saison fahren. Er unterschrieb einen Vertrag beim BMW-Werksteam und nahm an der niederländischen Tourenwagen-Meisterschaft teil. Zugleich wurde er auch von Lister kontaktiert, um an der FIA-GT-Meisterschaft teilzunehmen. In beiden Serien konnte Coronel siegen. Im Team von Stefan Johansson bestritt er auch wieder das 24-Stunden-Rennen von Le Mans, welches das Team allerdings im ersten Teil des Rennens aufgeben musste.
2002 wechselte Coronel zur Tourenwagen-Europameisterschaft. Im Team Carly Motors konnte er drei Podiumsplatzierungen erzielen. Erstmals erreichte Coronel auch das Ziel beim 24-Stunden-Rennen von Le Mans und wurde am Ende Achter. 2003 gewann er in der Tourenwagen-Europameisterschaft mit Duncan Huisman die Privatfahrer-Wertung für Carly Motors. Im gleichen Jahr gab Coronel auch ein kurzfristiges Comeback in der japanischen GT-Meisterschaft. Im betagten Honda NSX konnte er ein Rennen gewinnen. In Le Mans erreichte Coronel wieder das Ziel, dieses Mal im Spyker C8. 2004 gewann er mit Paulien Zwart erneut die Privatfahrer-Wertung der Tourenwagen-Europameisterschaft. Coronel kehrte für Le Mans zu seinem ehemaligen Team Racing for Holland zurück. Er hatte 2004 in Le Mans mit Justin Wilson und Ralph Firman starke Teamkollegen, allerdings konnte das Team das Ziel nicht erreichen. Wieder bei Spyker bestritt Coronel auch 2005 und 2006 das 24-Stunden-Rennen von Le Mans, das er bei beiden Teilnahmen nicht beenden konnte.

### Tourenwagen-Weltmeisterschaft
Die Tourenwagen-Europameisterschaft wurde 2005 zur Tourenwagen-Weltmeisterschaft und Coronel wechselte sein Team. Er trat dem Team GR Asia, das mit Seat Toledo antrat, bei. Er hatte ein starkes Jahr und verlor die Privatfahrer-Wertung erst im letzten Rennen. Mit dem neuen Seat Leon holte er sich 2006 den Titel zurück. 2007 war er weniger erfolgreich, auch dadurch bedingt, dass er nicht an der Privatfahrer-Wertung teilnehmen durfte. Außerdem nahm Coronel am letzten Lauf der BTCC in Thruxton teil. Beim 24-Stunden-Rennen auf dem Nürburgring fuhr Coronel die Dodge Viper GTS-R von Zakspeed und erreichte den zweiten Platz.
Die Saison 2008 war Coronels bisher erfolgreichste Saison in der Tourenwagen-Weltmeisterschaft. Er konnte bereits in Oschersleben eine Podiumsplatzierung einfahren. In Okayama gelang ihm nach einer starken Fahrt der erste Sieg seiner Karriere in der Tourenwagen-Weltmeisterschaft. Seit der Saison 2014 fährt er für ROAL Motorsport im Chevrolet Cruze. Inzwischen ist Coronel einer der beliebtesten Rennfahrer der Rennserie.

### Dakar-Teilnahme
Mit seinem Bruder Tim, der bereits 2007 an der Rallye Dakar teilnahm, startete Tom Coronel 2009 erstmals bei der Rallye Dakar, die durch Argentinien und Chile führte. Die Brüder erreichten in ihrem Bowler nach über 9000 Kilometern auf Platz 70 das Ziel.

## Statistik

### Le-Mans-Ergebnisse
| Jahr | Team                        | Fahrzeug                   | Teamkollege          | Teamkollege            | Platzierung     | Ausfallgrund  |
| ---- | --------------------------- | -------------------------- | -------------------- | ---------------------- | --------------- | ------------- |
| 1999 | Talkline Racing for Holland | Lola B98/10                | Jan Lammers          | Peter Kox              | Ausfall         | Motorschaden  |
| 2000 | Racing for Holland          | Lola B2K/10                | Jan Lammers          | Peter Kox              | Ausfall         | Reifenschaden |
| 2001 | Johansson Motorsport        | Audi R8                    | Stefan Johansson     | Patrick Lemarié        | Ausfall         | Elektrik      |
| 2002 | Racing for Holland B. V.    | Dome S101                  | Jan Lammers          | Val Hillebrand         | Rang 8          |               |
| 2003 | ST Team Orange Spyker       | Spyker C8 Double-12R       | Norman Simon         | Hans Hugenholtz Junior | nicht klassiert |               |
| 2004 | Racing for Holland          | Dome S101                  | Justin Wilson        | Ralph Firman           | Ausfall         | Zündung       |
| 2005 | Spyker Squadron b.v.        | Spyker C8 Spyder GT2-R     | Peter van Merksteijn | Donny Crevels          | Ausfall         | Motorschaden  |
| 2006 | Spyker Squadron b.v.        | Spyker C8 Spyder GT2-R     | Peter Dumbreck       | Donny Crevels          | Ausfall         | Motorschaden  |
| 2009 | Snoras Spyker Squadron      | Spyker C8 Laviolette GT2-R | Jaroslav Janiš       | Jeroen Bleekemolen     | Rang 25         |               |
| 2010 | Spyker Squadron             | Spyker C8 Laviolette GT2-R | Peter Dumbreck       | Jeroen Bleekemolen     | Rang 27         |               |

### Sebring-Ergebnisse
| Jahr | Team            | Fahrzeug                | Teamkollege   | Teamkollege   | Platzierung | Ausfallgrund |
| ---- | --------------- | ----------------------- | ------------- | ------------- | ----------- | ------------ |
| 2005 | Spyker Squadron | Spyker C-8 Spyder GT2 R | Marc Goossens | Donny Crevels | Ausfall     | Mechanik     |